# Epirhyssa tylota
Epirhyssa tylota är en stekelart som beskrevs av Porter 1975. Epirhyssa tylota ingår i släktet Epirhyssa och familjen brokparasitsteklar. Inga underarter finns listade i Catalogue of Life.